# Charles Rolls

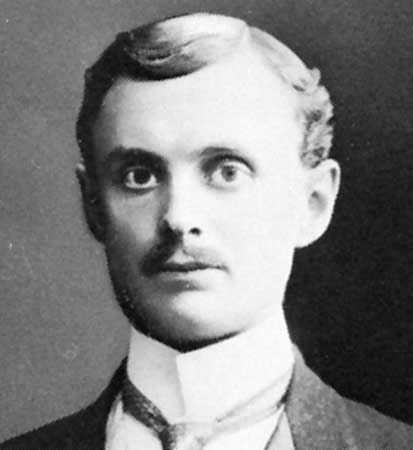
Charles Rolls

Charles Stewart Rolls (Berkeley Square (Londen), 27 augustus 1877 - Bournemouth, 12 juli 1910) was een automobiel- en luchtvaartpionier, die samen met Frederick Henry Royce het bedrijf Rolls-Royce Limited heeft opgericht.

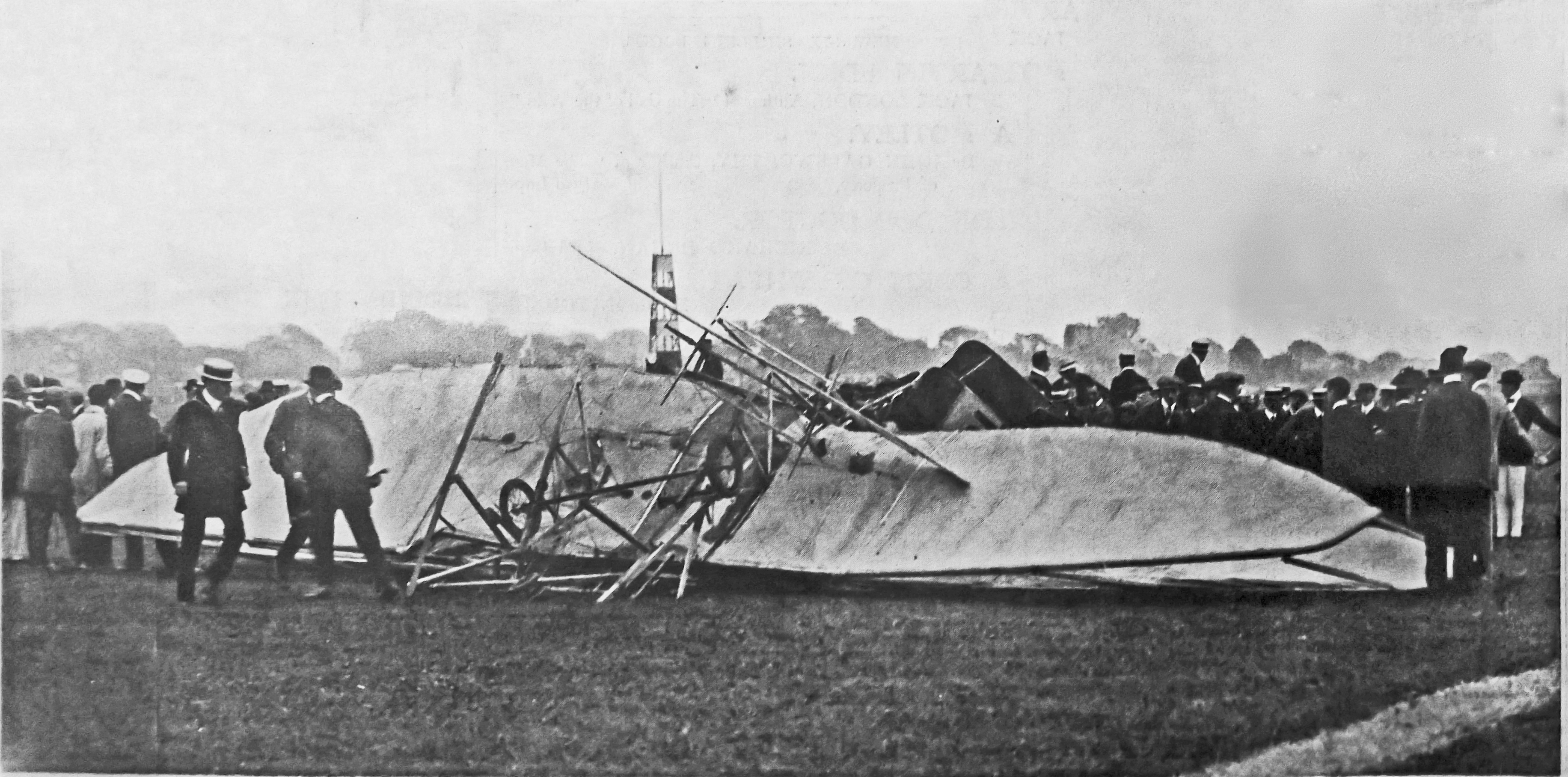
Foto op de voorpagina van de "Illustrated London News", 16 juli 1910, met het wrak van het toestel waarin Rolls het leven liet

Als piloot was hij in 1910 de eerste die een non-stop dubbele oversteek over het Kanaal volbracht. Rolls verloor het leven op 12 juli 1910 tijdens een ongeluk met zijn vliegtuig, de staart van zijn vliegtuig (een Wright Flyer) brak af tijdens een vliegdemonstratie in Bournemouth.

## Galerij

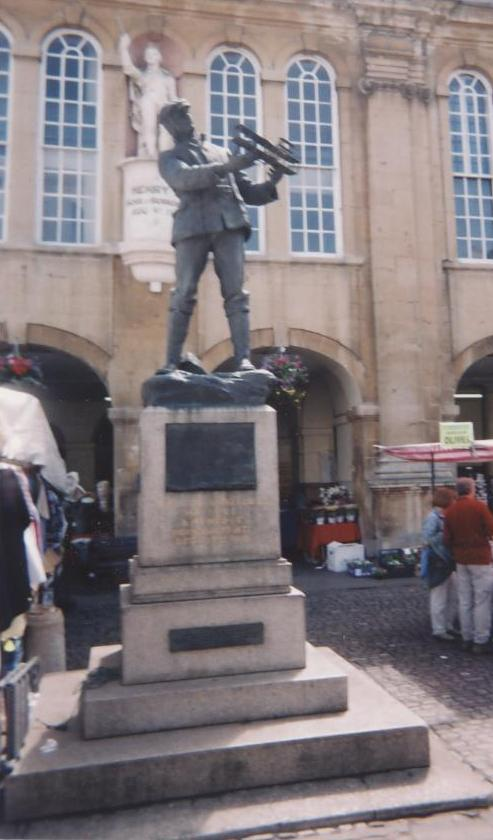
Standbeeld van Rolls op Agincourt Square, Monmouth
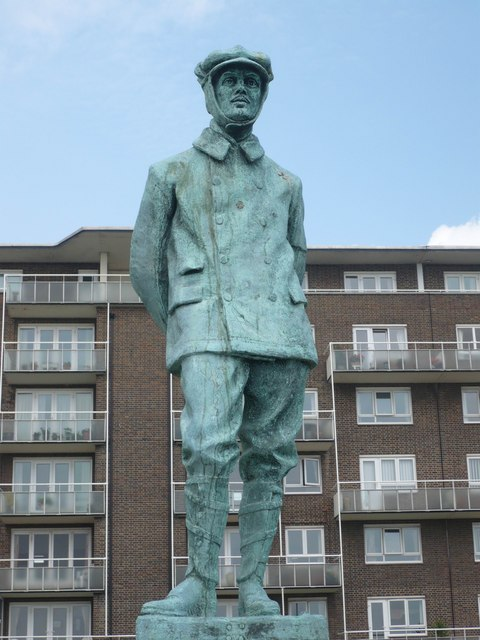
Standbeeld van Charles Rolls in Dover
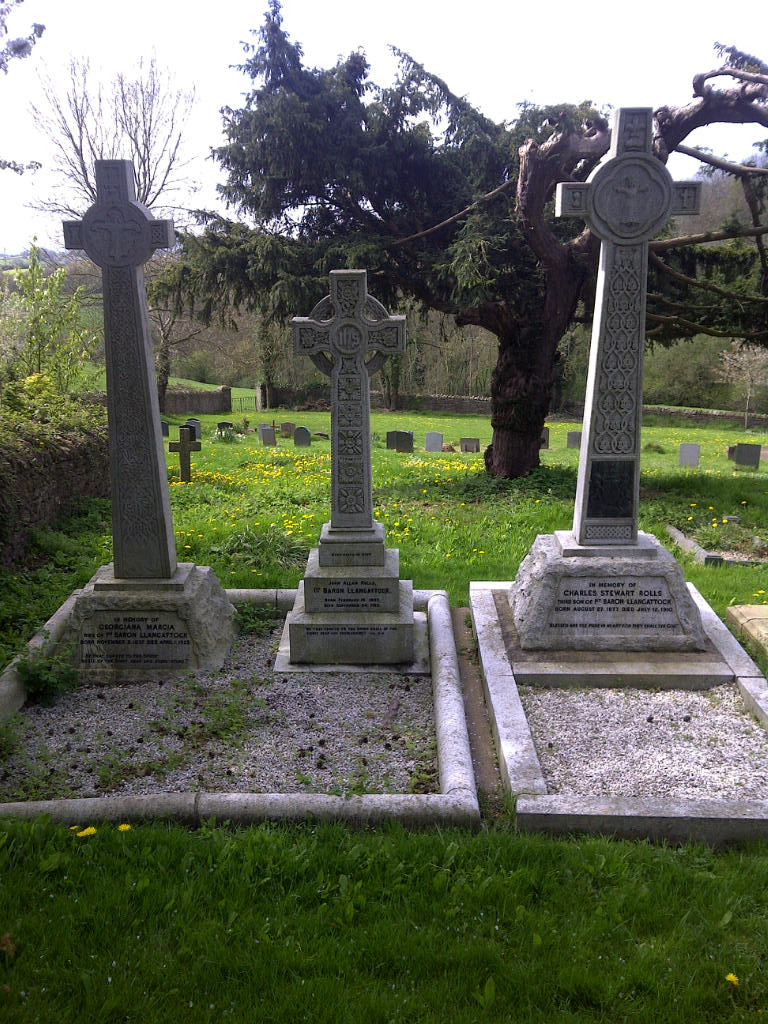
Rolls familiegraf, Llangattock-Vibon-Avel, Monmouthshire